# Margaret Court Arena
Die Margaret Court Arena (MCA) ist eine Multifunktionsarena mit schließbarem Dach in der australischen Millionenstadt Melbourne im Bundesstaat Victoria. Die Arena gehört zum Melbourne Park im Melbourne Sports and Entertainment Precinct. 

## Geschichte
Die Margaret Court Arena wurde ursprünglich 1987 als reines Tennisstadion mit 6.000 Plätzen für die Australian Open im National Tennis Center erbaut und hieß zunächst Show Court One. Am 12. Januar 2003 wurde sie zu Ehren der berühmten australischen Tennisspielerin und vierundzwanzigfachen Grand-Slam-Turniersiegerin Margaret Court in Margaret Court Arena umbenannt. 2010 gab man bekannt, dass der Show Court One in eine Mehrzweckarena mit einem in fünf Minuten schließbarem Dach umgestaltet wird. Darin könnten neben Tennis oder weiteren Sportarten auch Konzerte oder Shows veranstaltet werden. Der Umbau sollte Teil von Modernisierungen der Tennisanlage mit Investitionen von 700 Mio. AU$ sein.
Am 7. Oktober 2014 wurde die umgebaute Arena von der Namensgeberin neu eingeweiht. Damit ist der frühere Show Court One die dritte Veranstaltungsstätte der Tennisanlage nach der Rod Laver Arena und der Hisense Arena mit einer fahrbaren Dachkonstruktion.
Seit 2014 nutzt die Basketballmannschaft Melbourne United aus der NBL die Sportstätte für einige ihrer Partien. 2015 folgte die Frauen-Netballmannschaft der Melbourne Vixens (ANZ Championship) in die Arena. Beide Teams nutzten auch die Hisense Arena.

## Galerie

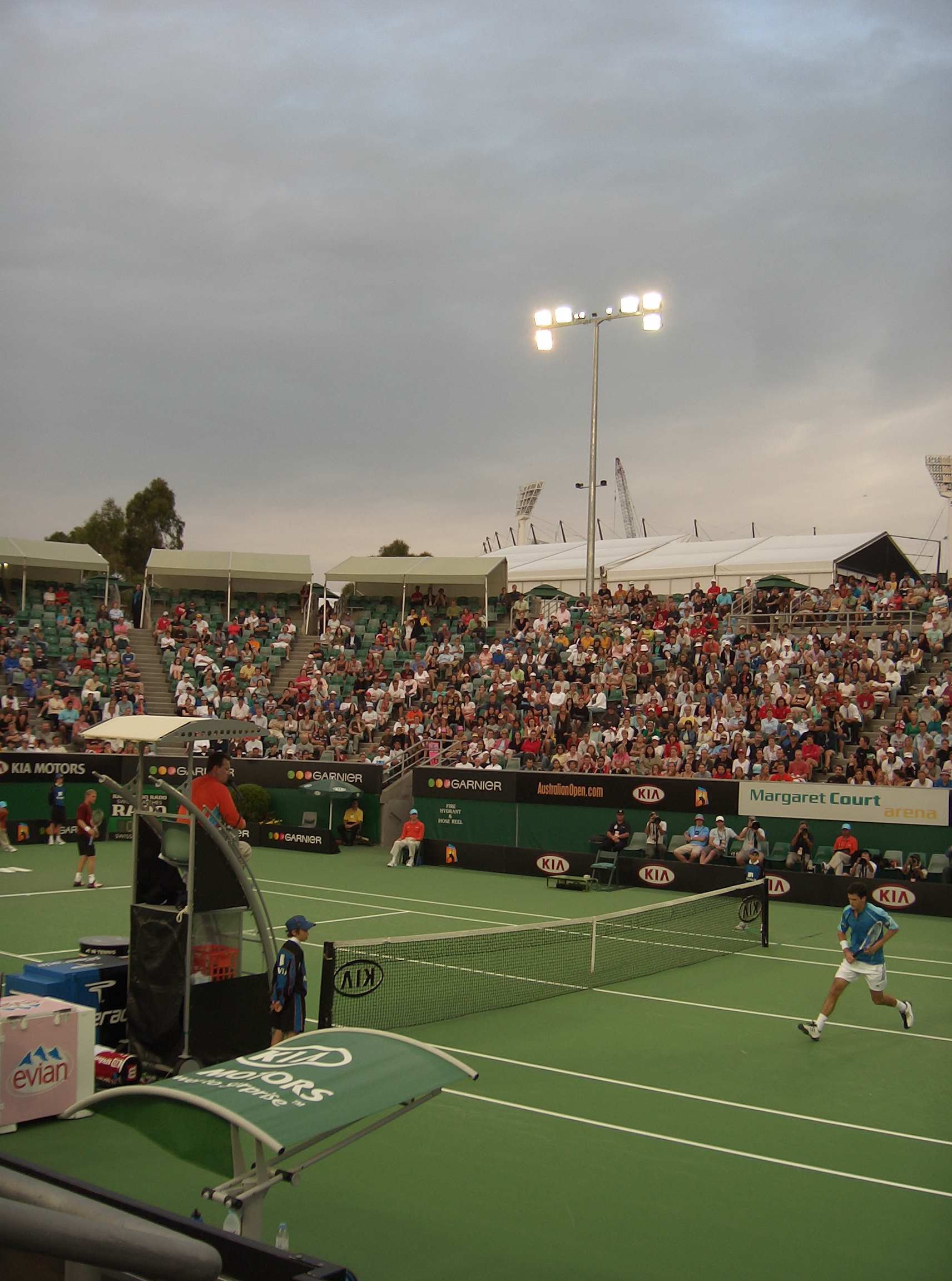
Tim Henman gegen Dmitri Tursunow bei den Australian Open 2006.
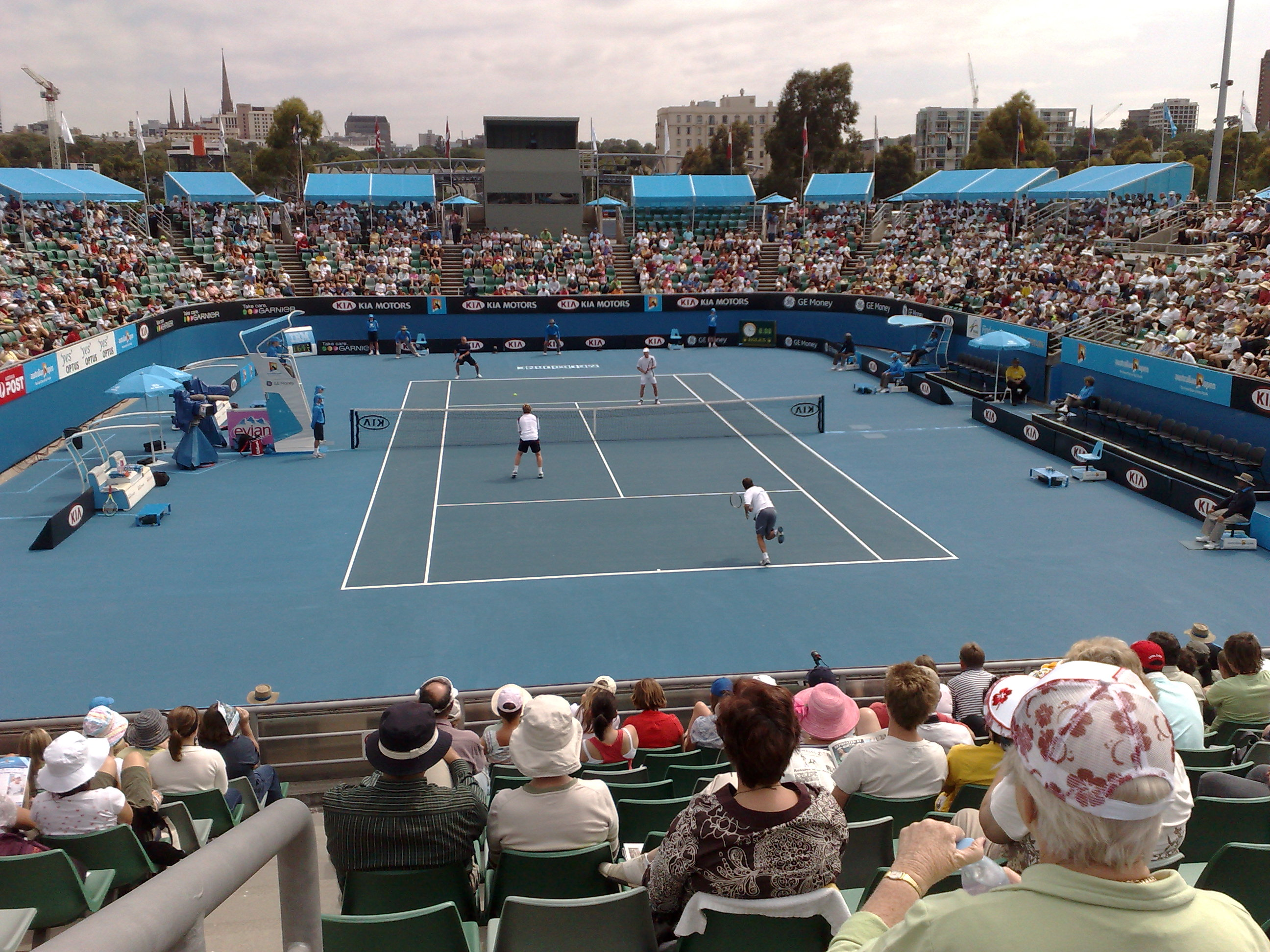
Die Margaret Court Arena 2008.
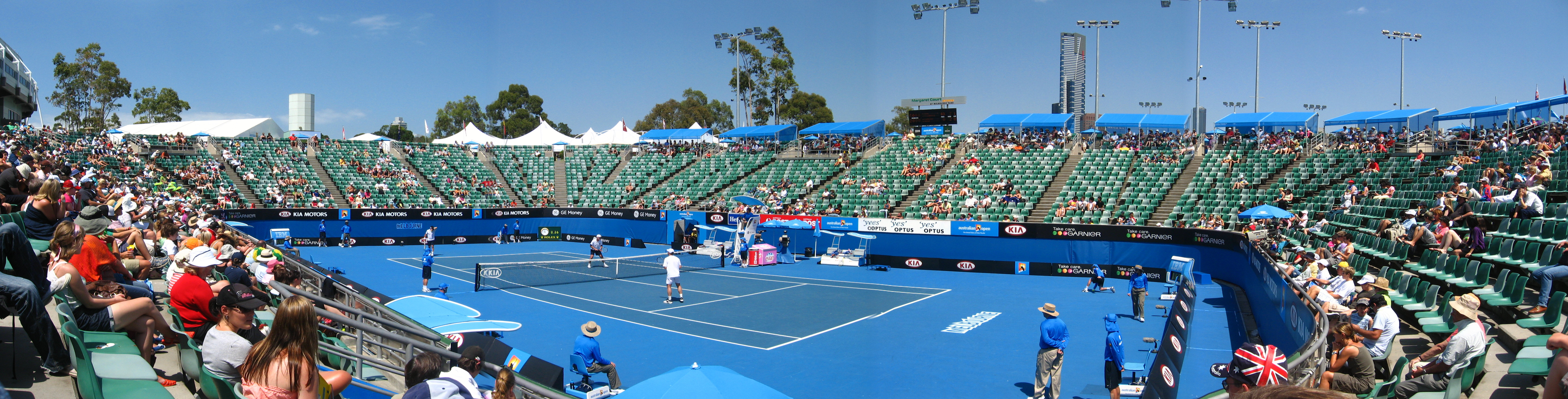
Margaret Court Arena 2009.
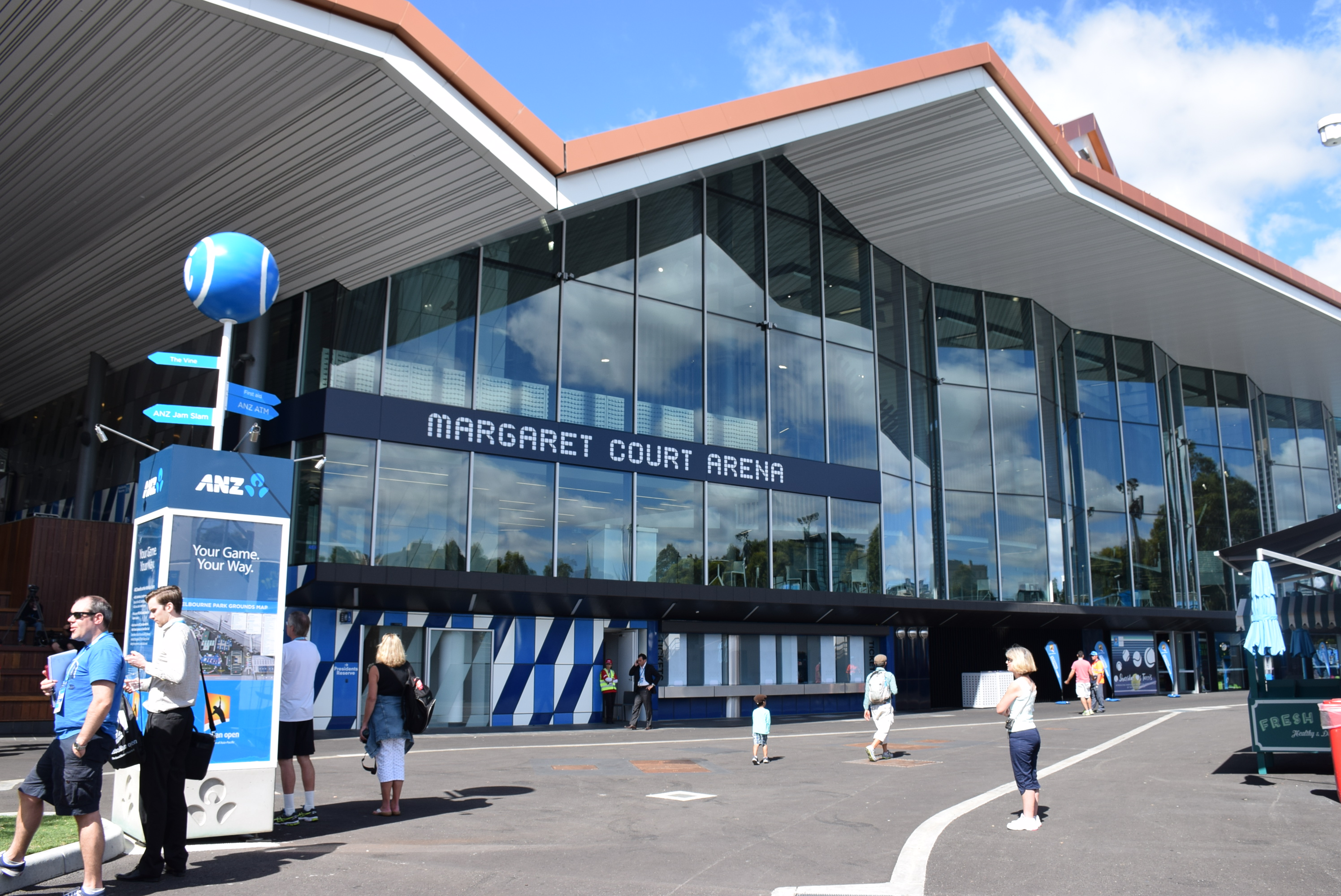
Die neue Margaret Court Arena im Januar 2015.